# خوان رامون فرنانديز (لاعب كرة سلة)
خوان رامون فرنانديز (بالفرنسية: Juan Ramón Fernández)‏ (و. 1954  م) هو لاعب كرة سلة إسباني، ولد في بادالونا، شارك في بطولة أمم أوروبا لكرة السلة 1977، وشارك في ألعاب البحر الأبيض المتوسط 1975، مركز لعبه هو لاعب هجوم صغير الجسم.

## روابط خارجية
- خوان رامون فرنانديز على موقع الاتحاد الدولي لكرة السلة (الإنجليزية)
- خوان رامون فرنانديز على موقع الدوري الإسباني لكرة السلة (الإسبانية)
- خوان رامون فرنانديز على موقع سبورتس رفرنس (الإنجليزية)